# Nicolas de Saulx-Tavannes

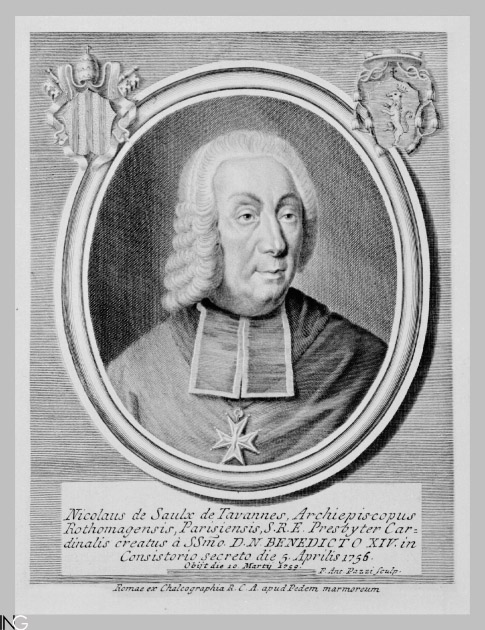
Nicolas de Saulx de Tavannes, Stich von Pietro Antonio Pazzi (1706–1770)

Nicolas de Saulx de Tavannes (* 9. September 1690 in Paris; † 10. März 1759 ebenda) war ein französischer Bischof und Kardinal der katholischen Kirche.

## Leben
Sein Vater war Charles-Marie de Saulx, Graf von Tavannes und Beaumont, seine Mutter Marie-Catherine d’Aguesseau war eine Schwester des Kanzlers Henri François d’Aguesseau. Nicolas de Saulx erhielt beizeiten eine Domherrenstelle an der Kathedrale von Lyon (Comte de Lyon). Am 18. März 1716 wurde er an der Sorbonne zum Doktor der Theologie promoviert und mit Datum 23. Oktober 1717 zum Kommendatarabt der Augustinerabtei Montbenoît in der Erzdiözese Besançon ernannt.

### Bischof von Châlons
Als in Pontoise residierender Generalvikar der Diözese Rouen wurde er am 8. Januar 1721 vom König zum Bischof von Châlons-sur-Marne bestimmt und am 28. Mai 1721 im ersten Konsistorium Papst Innozenz’ XIII. präkonisiert. Die päpstliche Ernennungsurkunde trägt das Datum 24. September 1721. Geweiht wurde er am 9. November 1721 in der Theatinerkirche in Paris durch Kardinal André-Hercule de Fleury, dem die Bischöfe César le Blanc von Avranches und François-Honoré de Maniban von Mirepoix assistierten. Zwei Tage später legte er vor dem Regenten Philippe d’Orléans den Treueeid auf den König ab und nahm am 4. Dezember als Comte de Châlons seinen Sitz im Parlement ein.
In seiner Eigenschaft als Pair von Frankreich assistierte er – in Vertretung des verhinderten Erzbischof-Herzogs von Langres, François-Louis de Clermont-Tonnerre – am 25. Oktober 1722 in Reims bei der Krönung Ludwigs XV. zum König von Frankreich und traute am 14. Juli 1724 auf dem Schloss Sarry den Herzog Louis d’Orléans mit der Prinzessin Augusta Maria von Baden. Am 12. März 1725 erhielt er die Benediktinerabtei Saint-Michel-en-Thierache in der Diözese Laon in Kommende und vertrat im selben Jahr die Kirchenprovinz Reims auf der Nationalversammlung des französischen Klerus (Assemblée générale du Clergé). Im Mai 1726 wurde er erster Beichtvater der Königin Maria Leszczyńska. Am 14. Januar 1731 weihte er in Paris Armand Bazin de Bezons zum Bischof von Carcassonne.

### Erzbischof von Rouen
Am 28. August 1733 per königlichem Dekret auf den erledigten Erzbischofsstuhl von Rouen befördert, wurde er im Konsistorium vom 2. Dezember 1733 präkonisiert und erhielt am 17. Dezember Urkunde und Pallium. Am 28. Januar 1734 nahm er, vertreten durch den Domdekan Bigars de La Londe, sein Bistum in Besitz und zog am 23. Mai feierlich in die Kathedrale ein.
Am 17. Juli 1734 weihte Bischof de Saulx die Kapelle der christlichen Schulbrüder, in die am Vortag die sterblichen Überreste des Gründers Jean Baptiste de La Salle von der Pfarrkirche von Saint-Severs, wo sie seit Lasalles Tod 1719 geruht hatten, übertragen worden waren. Im folgenden Jahr war er einer der Vorsitzenden der Nationalversammlung des französischen Klerus. 1739 erließ er für seine Diözese ein neues Rituale. 1740 weihte er seinen Generalvikar François de Fitz-James zum Bischof von Soissons. Im Januar 1743 wurde er Grand-Aumônier der Königin. 1745 war er wieder einer der Vorsitzenden der Nationalversammlung des Klerus und erhielt am 24. April 1756 die Abtei St-Étienne de Caen in der Diözese Bayeux in Kommende. Am 21. Mai 1747 von Ludwig XV. zum Kommandeur des Ordens vom Heiligen Geist ernannt, erhielt er am 1. Januar 1748 die Insignien und erhielt am 19. September 1749 anlässlich eines königlichen Besuches in Rouen von König Ludwig die Aufgaben eines Großalmosenier. 1750 deputierte ihn die Kirchenprovinz Rouen erneut zur Nationalversammlung des Klerus. Am 30. Mai 1752 ernannte ihn der König zum Mitglied einer Kommission zur Klärung der durch den Jansenismus ausgelösten Streitigkeiten.
Auf Vorschlag des Königs im Konsistorium vom 5. April 1756 von Papst Benedikt XIV. zum Kardinal kreiert, erhielt Mgr. de Saulx am 7. Juni aus der Hand König Ludwigs das Birett und legte am 13. Juni erneut den Treueid ab, reiste aber nicht nach Rom, um vom Papst den Kardinalshut zu empfangen und eine Titelkirche in Besitz zu nehmen; auch am Konklave von 1758 nahm er nicht teil. Im Februar 1757 gab ihm König Ludwig die Abtei Signy in der Diözese Reims in Kommende und ernannte ihn am 20. Juni zum Großalmosenier des Königreichs Frankreich. Am 19. April 1758 wurde er zudem Provisor der Sorbonne in Paris.
Er starb am 10. März 1759 in Paris nach einer chirurgischen Operation und wurde am 12. März in der Kirche Saint-Sulpice beigesetzt.